# Moja intymność
„Moja intymność” – pierwszy solowy singel Justyny Steczkowskiej, wydany w 1995 roku.

## O piosence
Utworem tym wokalistka zdobyła Grand Prix na koncercie debiutów na festiwalu w Opolu. Po wykonaniu utworu Irena Santor powiedziała o Justynie: „Nie zgubmy tej perły”. Utwór nie promował żadnego albumu Justyny, został zamieszczony dopiero na płycie Złota kolekcja: Moja intymność w 2003 roku.

## Teledysk
Teledysk został nakręcony w roku 1995. Justyna występuje w nim ze swoim ówczesnym chłopakiem, Pawłem Fortuną.

## Notowania
| Lista                              | Pozycja |
| ---------------------------------- | ------- |
| Lista Przebojów Programu Trzeciego | 25      |